# Stien den Hollander
Stien den Hollander (nizozemska izgovorjava: [stin dɛn ˈɦɔlɑndər]), znana pod umetniškim imenom S10, nizozemska pevka, raperka in tekstopiska, * 8. november 2000
Svojo glasbeno kariero je začela leta 2016, leta 2017 pa je podpisala pogodbo z nizozemsko hip hop založbo Noah's Ark. Leta 2019 je izdala svoj debitantski studijski album Snowsniper, ki je nato prejel Edisonovo nagrado.  Den Hollander naj bi zastopala Nizozemsko na tekmovanju za pesem Evrovizije 2022, njena pesem pa je bila prva v nizozemščini po letu 2010.

## Zgodnje življenje in izobraževanje
Den Hollander in njen brat dvojček sta se rodila 8. novembra 2000 v Abbekerku na Severni Nizozemski. Od svojega rojstva je imela malo ali nič stikov s svojim biološkim očetom. Odraščala je v Abbekerku in kasneje v Hoornu, kjer je obiskovala srednjo šolo. Den Hollander je v svojih najstniških letih trpela zaradi težav z duševnim zdravjem, vključno s slušnimi halucinacijami in depresijo. Ko je bila stara 14 let, so jo po poskusu samomora sprejeli v psihiatrično bolnišnico. Diagnosticirali so ji bipolarno motnjo.

## Kariera
Leta 2016 je Den Hollander izdala svoj prvi mini album Antipsychotica. Kmalu po izidu jo je odkril raper Jiggy Djé. Leta 2017 je podpisala pogodbo z založbo Noah's Ark Leto pozneje je izdala drugi mini album z naslovom Lithium. V njenih pesmih je pomembna tema njen boj z duševno boleznijo, oba mini albuma pa sta poimenovana po vrstah psihiatričnih zdravil.
Leta 2019 je izšel njen debitantski album Snowsniper. Album je bil februarja 2020 nagrajen z Edisonovo nagrado. Novembra istega leta je izdala svoj drugi studijski album Vlinders, ki je dosegel 5. mesto nizozemske top 100 albumov.
7. decembra 2021 je bilo objavljeno, da jo je nizozemska televizijska postaja AVROTROS izbrala za zastopanje Nizozemske na tekmovanju za pesem Evrovizije 2022. 3. marca 2022 je razkrila pesem »De Diepte«. Pesem je v nizozemščini, s čimer je bila prva nizozemska pesem na Evroviziji v nizozemščini po letu 2010.

## Diskografija

### Albumi
- Snowsniper (2019)
- Vlinders (2020)

### Mini albumi
- Antipsychotica (2017)
- Lithium (2018)
- Diamonds (2019)

### Pesmi
- "Dark Room Filled with Flowers" (kot Stein) (2016)

- "Gucci veter" (2017)

- "Storm" (2018)

- "Hoop" (z Jayh)

- "Ik heb jouw back" (2019)

- "Laat mij niet gaan" (2019)

- "Alleen" (2019)

- "Ogen wennen altijd aan het donker" (2020)

- "Love = Drugs" (z Ares) (2020)

- "Maria" (2020)

- "Achter ramen" (z Zwangere Guy) (2020)

- "Adem je in" (2021)

- "Adem je in (Remix)" (s Frenna in Kevin) (2021)

### V sodelovanju
- "Onderweg" (Bazart s S10)

- "Schaduw" (KA s S10)

### Nominacije
| nagrada           | Leto | Album      | Kategorija  | Rezultat | Sklic  |
| ----------------- | ---- | ---------- | ----------- | -------- | ------ |
| Edisonova nagrada | 2020 | Snowsniper | Alternativa | DA       | [ 23 ] |
| Edisonova nagrada | 2021 | Vlinders   | Alternativa | NE       | [ 24 ] |